# Титан-3E
«Titan-IIIE» (укр. Титан-3І) — американська ракета-носій сімейства «Титан», за допомогою якої з 1974 по 1977 рік запускали американські міжпланетні космічні зонди. Модифікація ракети Titan IIID зі встановленим розгінним блоком «Центавр». Перша ракета, на який використовувався «Центавр».
У 1974—1975 роках з мису Канаверал здійснено три запуски ракети «Титан-3Е»: один невдалий випробувальний і два успішні з марсіанськими космічними апаратами «Вікінг»). Також було здійснено чотири успішні запуски ракети-носія «Титан-3Е» з додатковим 4-м ступенем, оснащеним твердопаливним двигуном «Стар-37». На геліоцентричну орбіту виведено космічні апарати «Геліос-1» (1974), «Геліос-2» (1976), «Вояджер-1» (1977) і «Вояджер-2» (1977).
Усі сім запусків виконувалися з майданчика LC-41 космодрому на мисі Канаверал.

## Список запусків
| Дата / час (GMT)             | Серійний номер | Серійний номер | Корисне навантаження | Результат | Примітки                                        |
| Дата / час (GMT)             | Титан          | Центавр        | Корисне навантаження | Результат | Примітки                                        |
| ---------------------------- | -------------- | -------------- | -------------------- | --------- | ----------------------------------------------- |
| 11 лютого 1974 року 13:48:02 | 23E-1          | TC-1           | SPHINX               | Невдача   | Збій у роботі паливного насоса блоку «Центавр». |
| 10 грудня 1974 року 7:11:02  | 23E-2          | TC-2           | «Геліос-1»           | Успіх     |                                                 |
| 20 серпня 1975 року 21:22:00 | 23E-4          | TC-4           | «Вікінг-1»           | Успіх     |                                                 |
| 9 вересня 1975 року 18:39:00 | 23E-3          | TC-3           | «Вікінг-2»           | Успіх     |                                                 |
| 15 січня 1976 року 5:34:00   | 23E-5          | TC-5           | «Геліос-2»           | Успіх     |                                                 |
| 20 серпня 1977 року 14:30:30 | 23E-7          | TC-7           | «Вояджер-2»          | Успіх     |                                                 |
| 5 вересня 1977 року 14:30:30 | 23E-6          | TC-6           | «Вояджер-1»          | Успіх     |                                                 |